# Psila sibirica
Psila sibirica är en tvåvingeart som beskrevs av Frey 1925. Psila sibirica ingår i släktet Psila och familjen rotflugor. Inga underarter finns listade i Catalogue of Life.